# Orthocis aequalis
Orthocis aequalis là một loài bọ cánh cứng trong họ Ciidae. Loài này được Blackburn miêu tả khoa học năm 1888.